# Pituffik Space Base
Pituffik Space Base is een ruimtebasis van de United States Space Force en de noordelijkste basis in eigendom van de Verenigde Staten. Het ligt in Groenland, aan de North Star Bay, een deel van het Wolstenholmefjord, die uitmondt in de Baffinbaai. De basis valt buiten Groenlands overheidsgebied.
Daarvoor werd de basis Thule Air Base genoemd, wat  sinds 1951 een luchtmachtbasis van de United States Air Force (USAF) was. Thule is de oude benaming van de Groenlandse plaats Qaanaaq, die ongeveer 90 kilometer ten zuiden van de basis ligt. In 2020 werd Thule Air Base formeel overgedragen aan de United States Space Force en op 6 april 2023 werd Pituffik Space Base de nieuwe naam.

## Geschiedenis
In 1818 maakte de expeditie van Sir John Ross voor het eerst contact met nomadische Inuktun in het gebied. In 1849-1850 volgde een expeditie van James Saunders. Zijn schip, HMS North Star, strandde in de baai die de naam North Star Bay kreeg. Robert Peary bouwde in 1892 een als basiskamp voor zijn expedities bij een beschermde haven aan de voet van Mount Dundas. Het basiskamp kreeg een bevolking. In 1910 vestigde ontdekkingsreiziger Knud Rasmussen er een missionaris- en handelspost. Hij noemde de plek Thule naar de klassieke ultima Thule, een benaming in de oudheid voor het 'uiterste Noorden' of de uiterste grens van de bekende wereld. In 1917 gaven de Verenigde Staten hun territoriale claims op en Denemarken nam de controle over het dorp over in 1937.
Bij deze plek ligt een brede vlakte waar in 1951 een luchtmachtbasis werd gebouwd. De bevolking werd gedwongen te verhuizen naar Thule en twee jaar later volgde nog een verhuizing naar een plek 100 kilometer noordelijker. Het nieuwe dorp heette ook Thule, maar in de volksmond werd dit Nieuw Thule, maar heet nu Qaanaaq.
Na de Duitse bezetting van Denemarken op 9 april 1940 sloot Henrik Kauffmann, de Deens ambassadeur in de Verenigde Staten, een overeenkomst waarin hij de Verenigde Staten machtigde de Deense koloniën op Groenland te verdedigen tegen Duitse agressie. Het verdrag stond de Verenigde Staten toe militaire bases in Groenland te exploiteren "zolang er overeenstemming is" dat de dreiging voor Noord-Amerika bestond.
Knud Rasmussen zag de potentie van de vlakte als een vliegveld. United States Army Air Forces (USAAF) kolonel Bernt Balchen had gehoord van Rasmussen en zijn idee voor een vliegveld. Op 24 augustus 1942 vloog hij met zijn team naar Thule met twee Consolidated PBY Catalina-vliegboten. Hij maakte een rapport en stuurde dit naar Henry Arnold, commandant van de USAAF. In de oorlog werden diverse bases opgericht, waaronder Thule (Bluie West-6), deze laatst lag geïsoleerd in het verre noorden van Groenland en was van ondergeschikt belang. Na de bevrijding ratificeerde Denemarken het Kauffmann-verdrag en poogde de Amerikaanse installaties over te nemen, zonder veel succes. In 1946-1951 speelde de landingsbaan van het vliegveld een belangrijke rol bij de bevoorrading van het Noordpoolgebied, luchtkartering, onderzoek en zoek- en reddingsacties.
In 1949 trad Denemarken toe tot de Noord-Atlantische Verdragsorganisatie (NAVO). Bij het uitbreken van de Koreaanse Oorlog begon de USAF aan groot bouwprogramma om vliegvelden aan te leggen of uit te breiden. Thule was daarin zeer belangrijk vanwege de ligging aan de andere kant van de pool van de Sovjet-Unie. Voordeel was ook dat het de meest noordelijke haven was die zekerheid in de zomer per schip kon worden bevoorraad. De bouw was aanvankelijk een geheim.  In juli 1951 arriveerden 120 schepen met 12.000 man en 300.000 ton lading in North Star Bay en de bouw begon direct. In september 1952 werd het project openbaar gemaakt. 
Thule Air Base werd een belangrijke basis voor de Amerikaanse nucleaire vergeldingsstrategie. Bommenwerpers van de Strategic Air Command (SAC) die over het Noordpoolgebied vlogen hadden minder kans om vroegtijdig gezien te worden dan komende van bases in het Verenigd Koninkrijk. Thule kon ook dienen als basis voor het onderscheppen van Sovjet-bommenwerpers die aanvielen langs dezelfde route naar Noord-Amerika. In de jaren 1950 stonden er toestellen van het type Convair B-36 Peacemaker en Boeing B-47 Stratojet. Het was tevens een testlocatie om de bruikbaarheid van deze wapensystemen te testen bij extreem koud weer. In het daaropvolgende decennium werd ook de Boeing B-52 Stratofortress ingezet. De basis werd ook gebruikt om vliegtuigen bij te tanken.
In 1954 werd de 378 meter hoge Globecom Tower gebouwd, voor militaire radiocommunicatie. In dat jaar was de toren het derde hoogste bouwwerk ter wereld. De toren is in 2003 buiten gebruik gesteld. De basis werd ook belangrijker als weerstation.
In 1961 werd op twintig kilometer afstand van de basis een Ballistic Missile Early Warning System (BMEWS) radar gebouwd. Dit was onderdeel van een lange radarketen met als taak Noord-Amerika te waarschuwen voor transpolaire raketaanvallen vanaf het Russische vasteland en vanaf onderzeeërs afgevuurde raketten vanaf de Arctische en Noord-Atlantische Oceaan. In die tijd was Thule op zijn hoogtepunt met een bezetting van ongeveer 10.000 personen. Na medio 1965 trad een daling op en in begin 1968 waren er nog ongeveer 3400 personen op de basis aanwezig.
In 1982 werd het een Air Force Space Command-basis. De belangrijkste taak is opsporen van intercontinentale raketten. Deze informatie wordt doorgestuurd naar het NORAD-commandocentra op Peterson Space Force Base in de staat Colorado. Verder houdt de basis satellieten in de gaten. Het vliegveld heeft een asfaltbaan van 3047 meter lang en 42 meter breed waar jaarlijks 3000 Amerikaanse en internationale vluchten worden verwerkt. In 2005 woonden er 235 mensen permanent op de basis.
In 2020 werd Thule Air Base formeel overgedragen aan de United States Space Force. Op 6 april 2023 werd Thule omgedoopt tot Pituffik Space Base.

## Vliegtuigongeluk in 1968
Op 21 januari 1968 crashte een Amerikaanse B-52 Stratofortress met kernwapens aan boord nabij de basis van Thule. Het vliegtuig werd uit elkaar gescheurd en de nucleaire lading veroorzaakte een enorme milieuramp. Een van de vier waterstofbommen is nog altijd spoorloos,  omgeven door militair geheim en een bron van speculaties. Dit vliegtuigongeluk bij Thule staat ook bekend als het Thule-incident.
Gemeenten: Avannaata · Kujalleq · Qeqertalik · Qeqqata · Sermersooq 

Nationaal park Noordoost-Groenland

Buiten overheidsgebied: Thule Air Base